# ابرک

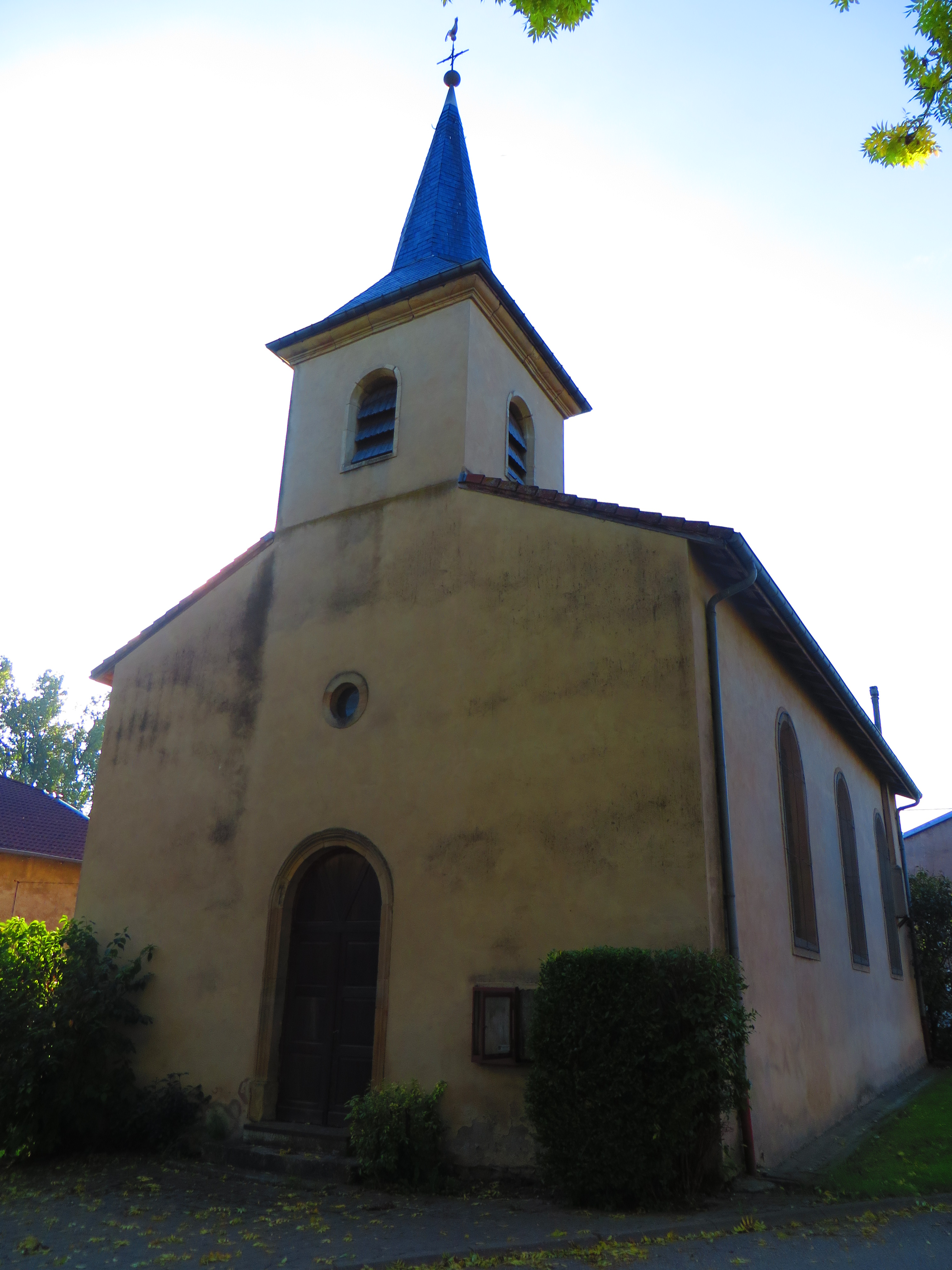
کلیسای شهر

ابرک (به فرانسوی: Obreck) یک کمون در فرانسه است که در Canton of Château-Salins واقع شده‌است.

## خصوصیات
ابرک ۳٫۲۴ کیلومترمربع مساحت و ۴۰ نفر جمعیت دارد و ۲۱۰ متر بالاتر از سطح دریا واقع شده‌است.